# کولهودهوفوشی
کولهودهوفوشی (به لاتین: Kulhudhuffushi) یک منطقهٔ مسکونی در مالدیو است.